# جنگل بارانی حاره‌ای

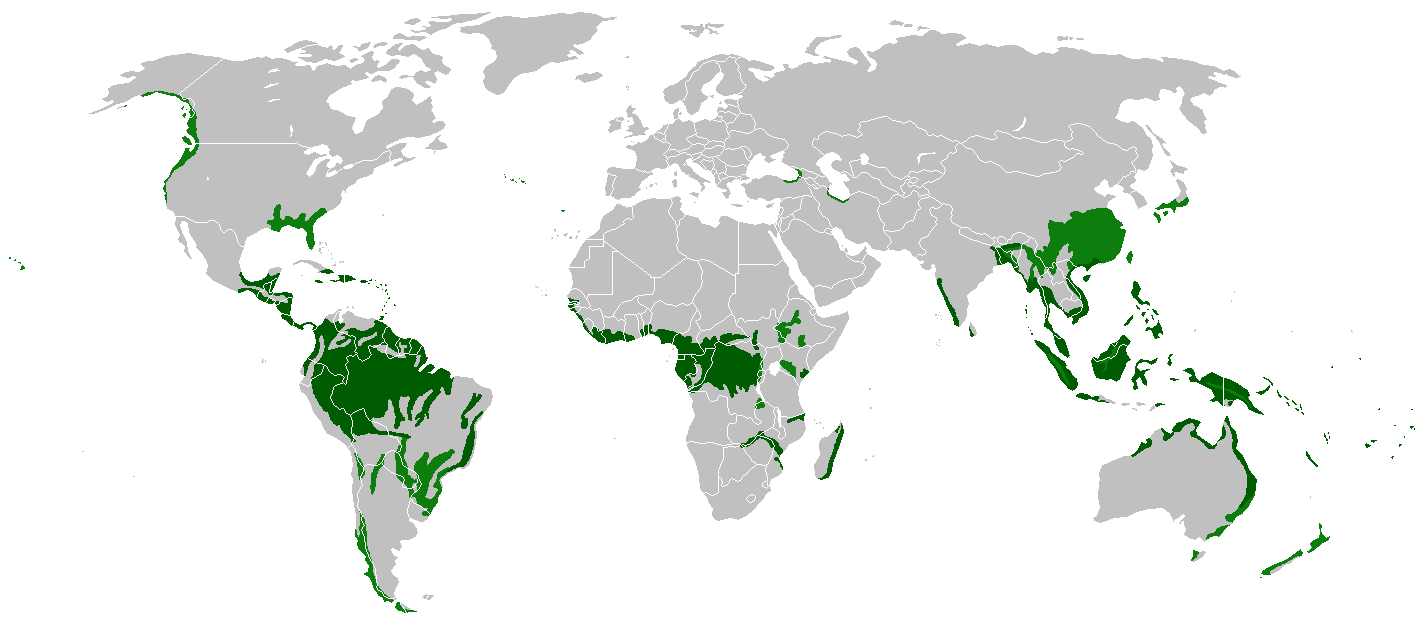
جنگل‌های بارانی حاره‌ای (سبز تیره) و جنگل‌های بارانی نیمه‌حاره‌ای/معتدله (سبز روشن) در زمین.

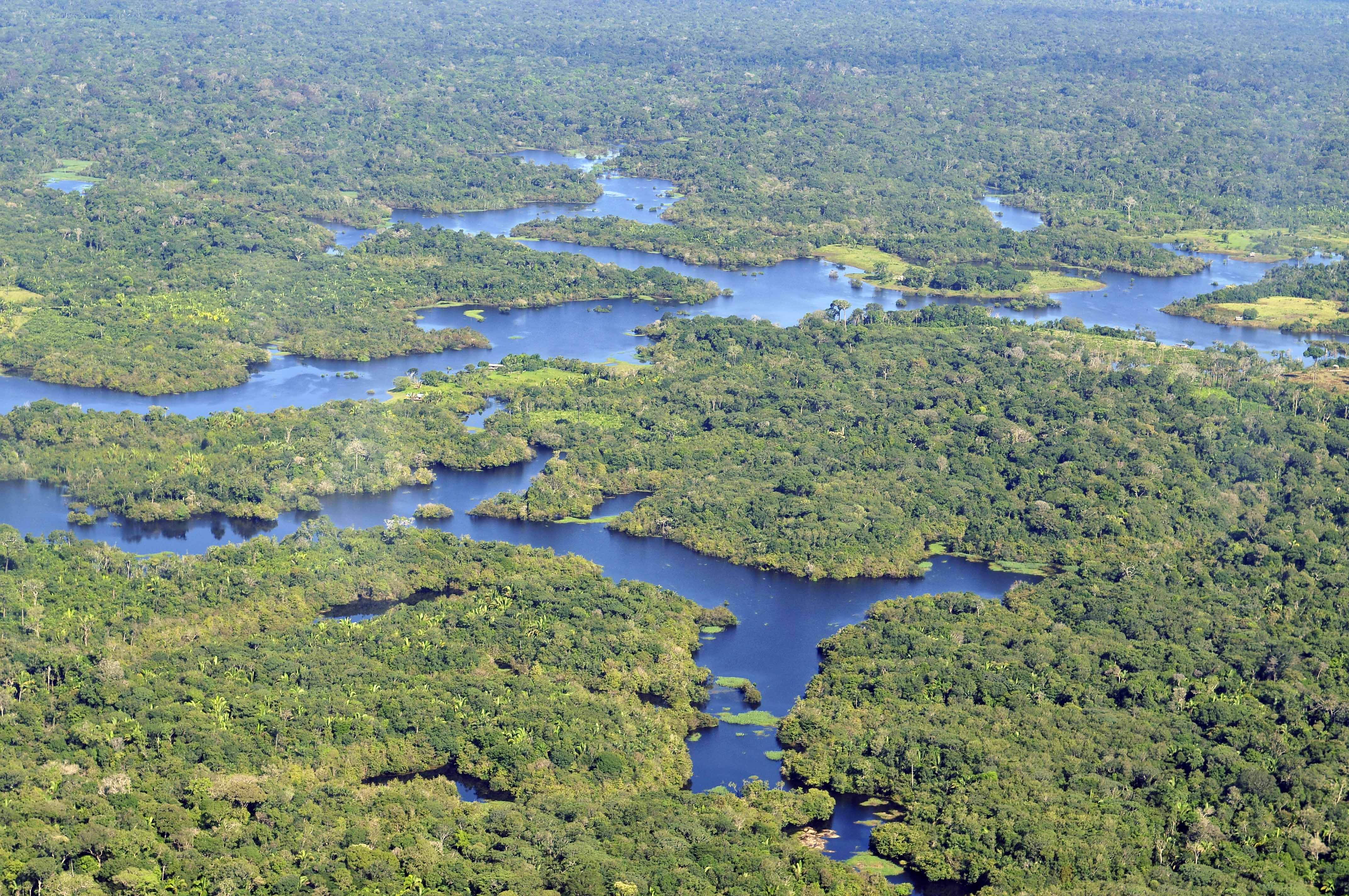
بخشی از جنگل‌های آمازون در برزیل. جنگل‌های بارانی حاره‌ای آمریکای جنوبی دارنده بزرگ‌ترین تنوع زیستی گونه‌ها بر روی زمین است.

پهنه‌های اقلیمی جنگل‌های بارانی حاره‌ای (Af).

جنگل بارانی حارّه‌ای که جنگل حارّه بارانی، جنگل پرباران حارّه‌ای یا جنگل بارانی استوایی نیز نامیده می‌شود، نوعی زیست‌بوم جنگلی بر روی زمین است و غنی‌ترین تنوع جانوری را دارد که در مناطق نزدیک به استوا با میزان بارندگی زیاد پیدا می‌شود. این مناطق از جمله پیچیده‌ترین مناطق زیستی زمین از دیدگاه ساختار و تنوع زیستی هستند و تنها در نواحی بسیار باران‌خیز با گرمای مداوم در طول سال ـ که شرایط بهینه برای رشد گیاهان هستند ـ پدید می‌آیند. جنگل‌های باران‌خیز استوایی را می‌توان در ۲۸ درجه شمالی و جنوبی استوا میان مدارهای رأس‌السرطان و رأس‌الجدی در آسیا، استرالیا، آفریقا در پایین صحرای بزرگ، آمریکای جنوبی، آمریکای مرکزی، بسیاری از جزایر اقیانوس آرام، اقیانوس هند و کارائیب یافت. جنگل‌های بارانی استوایی بی‌نهایت از نظر سکونت موجودات زنده و بوم‌شناسی زمین مهم هستند. گیاهان جنگل‌های بارانی بیشتر اکسیژن زمین را تولید می‌کنند. این گیاهان همچنین برای مردم از خیلی نظرها مهم هستند. بسیاری از آنها در ساخت داروهای جدید که با بیماری‌ها می‌جنگند مورد استفاده قرار می‌گیرند. مناطق زیادی از جهان را جنگل‌های استوایی پوشانده‌اند. جاهایی مثل آمازون، سواحل شرقی برزیل در آمریکای جنوبی، کنگو در آفریقا و در آسیا، مانند شرق هند، فیلیپین، جنوب و شرق برمه، مالزی، گینه‌نو و تمامی جزایر اندونزی و نواحی دورافتادهٔ شرق آمریکای مرکزی را این نوع جنگل تشکیل داده‌است. به آب و هوای این مناطق، آب و هوای حاره‌ای بارانی نیز می‌گویند. در این مناطق دمای هوا در تمام طول سال یکسان است و تمام ماه‌های سال هم باران به صورت همیشگی و مداوم می‌بارد. بیش‌تر جنگل‌های استوایی همان‌طور که از نامش پیداست در دو طرف خط استوا قرار دارند.

## مقدمه
جنگل‌های بارانی حاره‌ای را می‌توان در دو واژه خلاصه کرد :گرم و مرطوب
دمای این جنگل‌ها بالغ بر ۱۸ درجه سانتی گراد در سال است. میانگین بارش سالانه در این جنگل‌ها نیز کمتر از ۱٬۶۸۰ میلی‌متر نمی‌شود. در واقع میانگین بارش سالانه در این جنگل‌ها بین ۱٬۷۵۰ تا ۳٬۰۰۰میلی‌متر است. این میزان بالای بارش معمولاً باعث شسته شدن مواد مغذی موجود در خاک، و تضعیف خاک می‌شود.
جنگل‌های بارانی حاره‌ای سطح بالایی از تنوع زیستی را نشان می‌دهند. به طوری که حدود ۴۰ تا ۷۵٪ همهٔ گونه‌های جانوری ساکن جنگل‌های استوایی هستند. جنگل‌های استوایی همچنین محل زندگی نیمی از گونه‌های جانوری و گیاهی زمین هستند. همین‌طور حدود ۲/۳ گیاهان گلدار در این جنگل‌ها یافت می‌شوند. در تنها ۱ هکتار از جنگل‌های استوایی حدود ۴۲ هزار گونهٔ مختلف از حشرات بیشتر از ۸۰۷ درخت از ۳۱۳ گونهٔ مختلف و ۱۵۰۰ گونه از گیاهان دیگر یافت می‌شود. به جنگل‌های استوایی لقب «بزرگترین داروخانهٔ جهان» داده شده‌است؛ زیرا بیشتر از یک چهارم گیاهان دارویی شناخته شده در این جنگل‌ها یافت شده‌است. همچنین گفته شده ممکن است میلیون‌ها گونهٔ مختلف از گیاهان، حشرات و میکروارگانیسم‌ها در جنگل‌های استوایی وجود داشته باشند که هم‌اکنون ناشناخته هستند.
به دلیل فعالیتهای انسانی، جنگل‌های بارانی حاره‌ای به دلیل تکه‌تکه شدن مقیاس گسترده، به عنوان در خطرترین اکوسیستم در سطح جهان شناخته شده‌اند. تکه‌تکه شدن زیستگاه ناشی از فرآیندهای زمین‌شناسی مانند آتشفشانی و تغییرات آب و هوایی در گذشته رخ داده‌است و به عنوان محرک‌های مهم گونه‌زایی شناسایی شده‌اند. با این حال، گمان می‌رود که تخریب سریع زیستگاه توسط انسان یکی از مهمترین دلایل انقراض گونه‌ها باشد. جنگل‌های بارانی حاره‌ای در طول قرن بیستم در معرض قطع شدید درختان برای ساخت فرآورده‌های چوبی از جمله کاغذ و … قرار دارند و منطقه‌های دارای پوشش جنگل‌های بارانی در سراسر جهان با شتاب در حال کاهش است.

## تاریخچه
جنگل‌های بارانی حاره‌ای صدها میلیون سال در زمین وجود داشته‌است. بیشتر جنگلهای بارانی حاره‌ای امروزه در قسمتهایی از ابر قاره دوران مزوزوئیک گوندوانا است. جدایی از خشکی منجر به از بین رفتن تنوع دوزیستان شد، در عین حال آب و هوای خشک باعث تنوع خزندگان شد. بخش‌های باقی مانده از جنگل‌های بارانی حاره‌ای هم‌اکنون در پنج منطقه مهم جهان از جمله: آمریکای مرکزی، آفریقا، جنوب شرقی آسیا، ماداگاسکار و گینه نو، و مقدار کمتری در استرالیا واقع شده‌است. با این حال، مشخصات منشأ جنگل‌های بارانی به دلیل ثبت ناقص فسیل همچنان نامشخص است.

## انواع جنگل‌های استوایی
بیوم‌های مختلفی ممکن است شبیه جنگل‌های حاره‌ای باشند یا به نوعی از طریق اکوتون‌ها به جنگل‌های حاره‌ای مرتبط شده باشند. از جمله:
جنگل حاره‌ای فصلی نمناک: جنگل‌های حاره‌ای فصلی نمناک دارای فصل تابستان گرم و نمناک و فصل زمستانی خشک و خنک‌تر هستند که میزان بارندگی بالایی دارند. برخی از درختان این جنگلها تعدادی یا تمام برگ‌هایشان در فصل خشک زمستان می‌ریزند، بنابراین گاهی آنها را «جنگل مخلوط حاره‌ای» می‌نامند. آنها در مناطقی از آمریکای جنوبی، آمریکای مرکزی و اطراف کارائیب، در ساحل غربی آفریقا، مناطقی از شبه جزیرهٔ هند و در بیشتر بخش‌های هندوچین یافت می‌شوند.
جنگل‌های بارانی کوهستانی: این نوع از جنگل‌ها در مناطق کوهستانی با آب و هوای خنک‌تر یافت می‌شوند و به عنوان جنگل‌های ابری شناخته می‌شوند. بسته به عرض جغرافیایی، جنگل‌های بارانی کوهستانی در حداقل ارتفاع بین ۱۵۰۰ تا ۲۵۰۰ متر و حداکثر در ارتفاع ۲۴۰۰ تا ۳۳۰۰ متر است.
جنگل‌های بارانی پرآب: جنگل‌های غرقابی آب شیرین استوایی یا «جنگل‌های پرآب» در حوضه آمازون (Várzea) ، حوضه  تالاب‌های میان‌رودان چندین مناطق دیگر یافت می‌شوند.

## ساختار جنگل‌های استوایی
جنگل‌های استوایی به قسمت‌ها و لایه‌های مختلفی با زندگی‌های گیاهی سازمان یافته به شکل یک الگوی عمودی تقسیم می‌شوند. هر لایه یک جامعهٔ بیولوژیکی منحصر به فرد است که شامل گیاهان و جانوارن مختلفی است که برای زندگی در آن قشر خاص سازگار شده‌اند. که فقط لایه مبرم در جنگل‌های بارانی حاره‌ای منحصراً وجود دارند، در حالی که لایه‌های دیگر در جنگل‌های بارانی معتدل نیز یافت می‌شوند.
· لایهٔ کف جنگل (Forest floor) : کف جنگل، که در پایین‌ترین لایه قرار دارد، فقط ۲٪ از نور خورشید را دریافت می‌کند. فقط گیاهان سازگار با نور کم می‌توانند در این منطقه رشد کنند. دور از رودخانه‌ها، باتلاق‌ها و تصفیه‌ها، جایی که زیرکشت متراکم پیدا می‌شود، کف جنگل به دلیل نفوذ کم نور خورشید نسبتاً از پوشش گیاهی پاک است. این ویژگی امکان جابجایی آسان حیوانات بزرگتر را فراهم می‌کند مانند: دسته‌های زوج مانند okapi (Okapia johnstoni)، تاپیر (Tapirus sp.)، کرگدن Sumatran (Dicerorhinus sumatrensis) و میمون‌هایی مانند گوریل دشت غربی (Gorilla)، و همچنین بسیاری از گونه‌های خزندگان، دوزیستان و حشرات.
کف جنگل همچنین شامل گیاهان و جانوران در حال پوسیدگی است که به سرعت از بین می‌روند، زیرا شرایط گرم و مرطوب باعث پوسیدگی سریع می‌شود. انواع مختلفی از قارچ‌ها که در اینجا رشد می‌کنند به پوسیدگی ضایعات جانوارن و گیاهان کمک می‌کنند.
· لایهٔ میانی :(Understory layer) لایه زیر طبقه بین تاج پوشش و کف جنگل قرار دارد. در زیر طبقه تعدادی پرندگان، پستانداران کوچک، حشرات، خزندگان و شکارچیان زندگی می‌کنند. به عنوان مثال می‌توان به پلنگ (Panthera pardus)، قورباغه‌های دارت سمی (Dendrobates sp.)، کوتی دم حلقه ای (Nasua nasua)، بوآ (Boa) و بسیاری از گونه‌های Coleoptera اشاره کرد. پوشش گیاهی در این لایه معمولاً شامل درختچه‌های مقاوم در برابر سایه، گیاهان، درختان کوچک و تاک‌های بزرگ چوبی است که برای گرفتن نور خورشید رشد می‌کنند. فقط حدود ۵٪ از نور خورشید سایبان را برای رسیدن به زیر طبقه نقض می‌کند و باعث می‌شود گیاهان کمتر از ۳ متر رشد کنند. به عنوان سازگاری با این سطح کم نور، گیاهان زیر طبقه اغلب دارای برگهای بسیار بزرگتر هستند و تکامل یافته‌اند. بسیاری از نهال‌هایی که تا سطح سایبان رشد می‌کنند در زیر طبقه قرار دارند.
· لایهٔ سایبان (Canopy layer) : سایبان لایه اولیه جنگل است که روی دو لایه باقی مانده سقف ایجاد می‌کند. این شامل اکثر بزرگترین درختان، به‌طور معمول ۳۰–۴۵ متر قد است. درختان همیشه سبز و بلندپهن برگ گیاهان غالب هستند. متراکم‌ترین مناطق تنوع زیستی در تاج پوشش جنگل یافت می‌شود، زیرا اغلب از فلور غنی از اپی فیت‌ها، از جمله گل ارکیده، بروملیادها، خزه‌ها و گلسنگ‌ها پشتیبانی می‌کند. این گیاهان اپی فیتی به تنه‌ها و شاخه‌ها متصل می‌شوند و از باران و بقایایی که روی گیاهان نگهدارنده جمع می‌شود آب و مواد معدنی به دست می‌آورند. جانور شبیه به آنچه در لایه ظهور یافته‌است، اما متنوع تر است. پیشنهاد می‌شود که کل غنای گونه‌های بندپایان تاج حاره‌ای ممکن است تا ۲۰ میلیون نفر باشد. گونه‌های دیگر که این لایه را عادت می‌دهند شامل بسیاری از گونه‌های پرندگان مانند شاخ شاخدار زردآلو (Ceratogymna elata)، مرغ آفتاب یقه دار (Anthreptes collaris)، طوطی خاکستری (Psitacus erithacus)، توکان با دانه‌های حلقوی (Ramphastos sulfuratus)، ماکاروی قرمز (Ara macao) است) و همچنین سایر حیوانات مانند میمون عنکبوتی (Ateles sp.)، دم پرستوی غول پیکر آفریقایی (Papilio antimachus)، تنبل سه انگشتی (Bradypus tridactylus)، کینجاجو (Potos flavus) و تاماندوآ (Tamandua tetradactyla).
· لایهٔ مبرم (Emergent layer) : این لایه شامل تعداد کمی از درختان بسیار بزرگ است که در بالای سایبان عمومی رشد می‌کنند و به ارتفاعات ۴۵–۵۵ متر می‌رسند، اگرچه بعضی از گونه‌ها به ۷۰–۸۰ متر قد می‌رسند. مانند: Balizia elegans , Dipteryx panamensis , Hieronyma alchorneoides , Hymenolobium mesoamericanum , Lecythis ampla و Terminalia oblonga. این درختان باید بتوانند در بعضی از مناطق در برابر درجه حرارت گرم و بادهای شدید که در بالای سایبان رخ می‌دهد مقاومت کنند. چندین گونه جانوری منحصر به فرد در این لایه مانند عقاب تاج دار (Stephanoaetus coronatus)، شاه کلوبوس (Colobus polykomos) و روباه بزرگ پرواز (Pteropus vampyrus) در این لایه زندگی می‌کنند. با این حال، طبقه‌بندی همیشه روشن نیست. جنگل‌های بارانی پویا هستند و تغییرات زیادی بر ساختار جنگل تأثیر می‌گذارد. به عنوان مثال درختان برجسته یا سایبان فرو می‌ریزند و باعث ایجاد شکاف می‌شوند. دهانه در تاج پوشش جنگل به‌طور گسترده فاکتوری مهم برای استقرار و رشد درختان جنگل‌های بارانی شناخته شده‌است. تخمین زده شده که احتمالاً ۷۵٪ گونه‌های درختان در La Selva Biological Station و Costa Rica برای جوانه زنی بذر یا رشد بیش از اندازه نهال به دهانه تاج بستگی دارند.

## بوم‌شناسی جنگل‌های استوایی

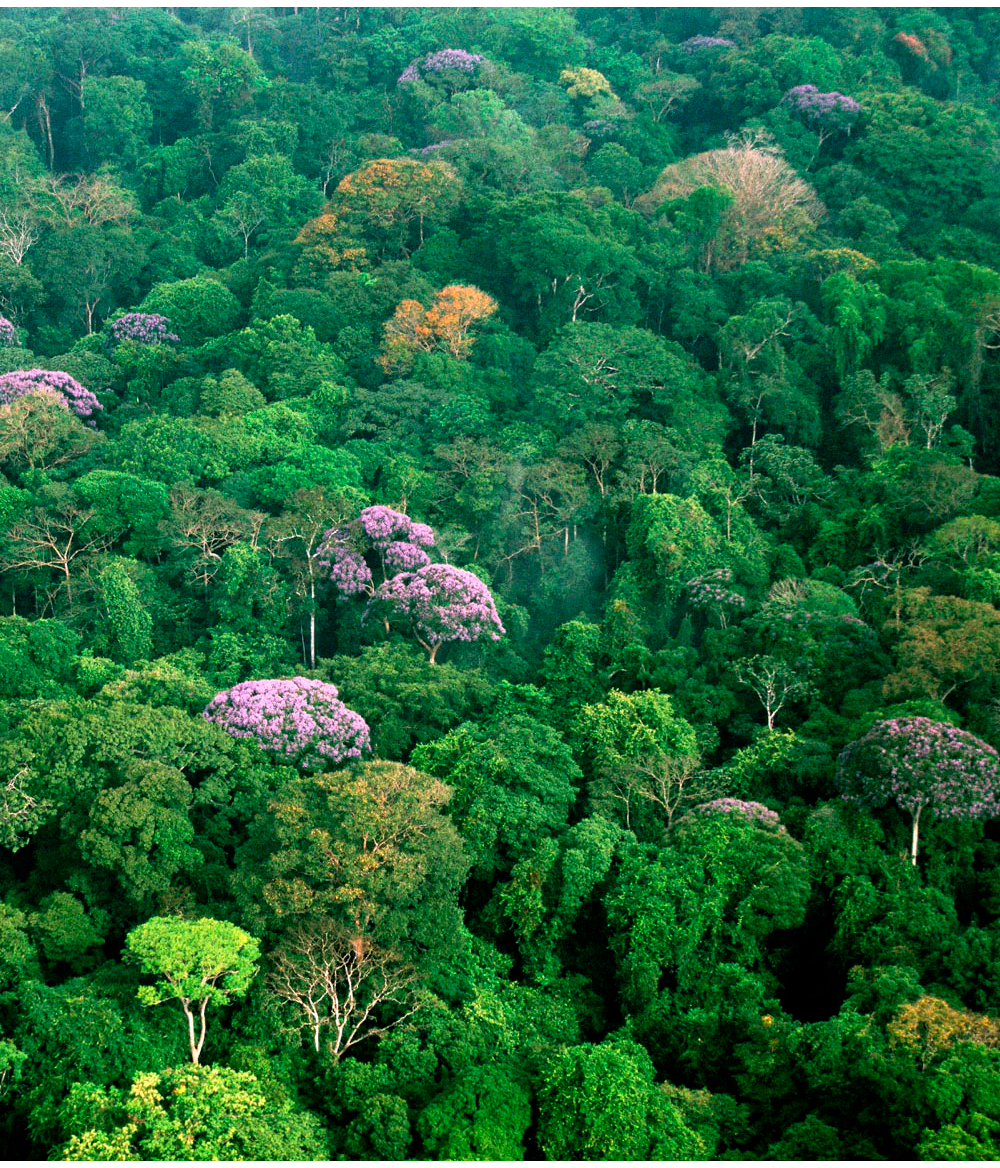
تصویری از یک جنگل بارانی حاره‌ای، کلمبیا

### آب و هوا
جنگل‌های بارانی حاره‌ای در حوالی خط استوا واقع شده‌اند، بنابراین دارای آب و هوایی استوایی است که با سه پارامتر عمده آب و هوایی مشخص می‌شود: دما، بارندگی و شدت فصل خشک. پارامترهای دیگری که بر جنگل‌های بارانی حاره‌ای تأثیر می‌گذارد، غلظت دی‌اکسید کربن، تابش خورشید و در دسترس بودن نیتروژن است. به‌طور کلی، الگوهای اقلیمی شامل دمای بالا و بارندگی سالانهٔ زیاد است. با این حال، میزان بارندگی در طول سال تغییر می‌کند و فصول متمایز و خشک را ایجاد می‌کند. جنگل‌های حاره‌ای براساس میزان بارندگی هر سال طبقه‌بندی می‌شوند، که به بوم شناسان اجازه می‌دهد تفاوت‌هایی را در این جنگل‌ها تعریف کنند که از نظر ساختار بسیار شبیه به هم هستند.
طبق طبقه‌بندی هولدریج از اکوسیستم‌های حاره‌ای، جنگل‌های بارانی حاره‌ای بارندگی سالانهٔ بیش از ۲ متر و دمای سالانه بیش از ۲۴ درجه سانتیگراد دارند که ارزش نسبت تبخیر و تعرق بالقوه (PET) 25/0 < است. با این حال، بیشتر جنگل‌های حاره‌ای را می‌توان به عنوان جنگل‌های مرطوب یا مرطوب حاره‌ای طبقه‌بندی کرد، که از نظر میزان بارندگی متفاوت است. پویایی، ترکیب و عملکرد بوم‌شناسی جنگل‌های حاره‌ای به تغییرات آب و هوا به ویژه تغییرات بارندگی حساس هستند.

### خاک‌ها
تنوع خاک در مناطق استوایی بسیار زیاد است و نتیجهٔ ترکیبی از چندین متغیر مانند آب و هوا، پوشش گیاهی، موقعیت توپوگرافی، مواد مادر و سن خاک است. بیشتر خاکهای حاره‌ای توسط بارش زیاد، مواد مغذی درون خود را از دست می‌دهند و درواقع از نظر مواد مغذی ضعیف می‌شوند، با این وجود مناطقی وجود دارند که حاوی خاکهای حاصلخیز هستند. خاکها در سراسر جنگلهای بارانی حاره‌ای به دو دسته تقسیم می‌شوند که شامل خاک‌های ultisols خاک‌های oxisols می‌باشد. خاک‌های آلتی سول به عنوان خاک‌های رسی قرمز اسیدی و آب و هوایی شناخته می‌شوند که از نظر مواد مغذی اصلی مانند کلسیم و پتاسیم کمبود دارند. به همین ترتیب، خاک‌های اکسی سول، قدیمی، معمولاً مایل به قرمز، و غرق در آب هستند، اما در مقایسه با اولتیسول‌ها به خوبی تخلیه می‌شوند. محتوای رس آلتی سولها زیاد است و نفوذ و عبور آب از آن را دشوار می‌کند. رنگ مایل به قرمز هر دو خاک نتیجه گرما و رطوبت سنگین تشکیل اکسیدهای آهن و آلومینیوم است که در آب نامحلول هستند و گیاهان به راحتی آنها را جذب نمی‌کنند. خصوصیات شیمیایی و فیزیکی خاک به شدت با بهره‌وری بالای زمین و ساختار جنگل و حاصلخیزی آن ارتباط دارد. خواص فیزیکی خاک میزان گردش مواد به درختان را کنترل می‌کند در حالی که خواص شیمیایی مانند نیتروژن و فسفر موجود در خاک، میزان رشد جنگل را کنترل می‌کند. خاک‌های آمازون شرقی و مرکزی و همچنین جنگل بارانی جنوب شرقی آسیا قدیمی و از نظر معدنی فقیر هستند در حالی که خاک غرب آمازون (اکوادور و پرو) و مناطق آتشفشانی کاستاریکا، جوان و سرشار از مواد معدنی هستند. بهره‌وری اولیه یا تولید چوب در آمازون غربی بیشترین و در شرق آمازون کمترین است که شامل خاکهای به شدت هوازده طبقه‌بندی شده‌اند و به عنوان اکسیدها درنظر گرفته می‌شوند. علاوه بر این، خاک‌های آمازون بسیار هوازدگی دارند و باعث می‌شود که آنها از مواد معدنی مانند فسفر، پتاسیم، کلسیم و منیزیم که از منابع سنگی است، عاری باشد. با این حال، همهٔ جنگل‌های بارانی حاره‌ای در خاک‌های فقیر از نظر مواد مغذی وجود ندارد، بلکه در دشت‌های غرقابی غنی از مواد مغذی و خاک‌های آتشفشانی واقع در کوهپایه‌های آند، و مناطق آتشفشانی جنوب شرقی آسیا، آفریقا و آمریکای مرکزی رخ می‌دهد.
اکسی سل‌ها، غیرحاصلخیز، عمیقاً در معرض هوا بوده و در سپرهای گوندوانان باستان ایجاد شده‌اند. پوسیدگی سریع باکتری از تجمع هوموس جلوگیری می‌کند. غلظت اکسیدهای آهن و آلومینیوم توسط فرایند تغییر شکل، به اکسیدها رنگ قرمز روشن می‌دهد و گاهی رسوبات قابل استخراج (به عنوان مثال بوکسیت) ایجاد می‌کند. در بسترهای جوان، به ویژه منشأ آتشفشانی، خاک‌های حاره‌ای ممکن است کاملاً حاصلخیز باشد.

### حیوانات ساکن جنگل‌های استوایی
جنگلهای حاره‌ای از لحاظ کثرت حیوانات و تنوع گونه‌ها بسیار غنی است. بیشتر حیوانات روی درخت زندگی می‌کنند، مانند میمونها، زبابها و مورچه‌خواران. در سطح خاک جمعیتهای انبوهی از دوزیستان، خزندگان و مارها زندگی می‌کنند. گروه گیاهخواران شامل گونه‌های مختلفی از آهوها و غزالها است. پرندگان این زیستگاه از دانه خواران و آنهایی که از میوه درختان، شهد گلها، حشرات یا حیوانات کوچک تغذیه می‌کنند تشکیل می‌شود که ترکیب گونه‌ای متنوع و تعداد فراوانی دارند.

### بازیافت مواد مغذی در جنگل‌های استوایی
میزان بالای تجزیه، نتیجهٔ سطح فسفر در خاک، بارش، دمای بالا و جوامع گستردهٔ میکروارگانیسم هاست. علاوه بر باکتری‌ها و سایر میکروارگانیسم‌ها، تعداد زیادی تجزیه کننده دیگر مانند قارچ‌ها و موریانه‌ها نیز وجود دارند که به روند تجزیه کمک می‌کنند. بازیافت مواد مغذی مهم است زیرا در دسترس بودن منابع زیر زمین، زیست توده زمین و ساختار جامعه جنگل‌های بارانی حاره‌ای را کنترل می‌کند. این خاکها به‌طور معمول فسفر محدودی دارند، که از تولید اولیه خالص یا جذب کربن جلوگیری می‌کند. خاک حاوی ارگانیسم‌های میکروبی مانند باکتری‌ها است که طی فرآیندی به نام تجزیه، لایه برگ و سایر مواد آلی را به اشکال غیر آلی کربن قابل استفاده توسط گیاهان تجزیه می‌کند. در طی فرایند تجزیه، جامعه میکروبی تنفس می‌کند، اکسیژن گرفته و دی‌اکسید کربن آزاد می‌کند. میزان تجزیه را می‌توان با اندازه‌گیری میزان جذب اکسیژن ارزیابی کرد. درجه حرارت بالا و میزان بارندگی باعث افزایش سرعت تجزیه می‌شود، که این امکان را به اجساد جانوران می‌دهد که به سرعت در مناطق حاره‌ای پوسیده شوند و مواد مغذی آزاد شود که بلافاصله توسط گیاهان از طریق آبهای سطحی یا زیرزمینی جذب می‌شوند. الگوهای فصلی در تنفس توسط ریزش برگ‌ها کنترل می‌شود، نیروی محرکهٔ کربن تجزیه شده را از بستر به خاک منتقل می‌کند. میزان تنفس در اوایل فصل مرطوب بالاترین است زیرا در فصل خشک، درصد زیادی از زباله‌های برگ وجود دارد و در نتیجه درصد بیشتری از مواد آلی به خاک برگردانده می‌شود.

### ریشه‌های پشتیبان
یکی از ویژگی‌های مشترک بسیاری از جنگل‌های بارانی استوایی، ریشه‌های متمایز درختان است. ریشه‌های نگهدارنده به جای نفوذ به لایه‌های عمیق‌تر خاک، یک شبکه ریشهٔ گسترده در سطح ایجاد می‌کنند تا جذب موثرتر مواد مغذی در یک محیط بسیار فقیر و رقابتی از مواد مغذی انجام شود. بیشتر مواد مغذی موجود در خاک یک جنگل بارانی حاره‌ای به دلیل زمان گردش سریع و تجزیه موجودات و برگها در نزدیکی سطح جنگل رخ می‌دهد. به همین دلیل، ریشه‌های پشتیبان در سطح ایجاد می‌شوند، بنابراین درختان می‌توانند جذب را به حداکثر برسانند و به‌طور فعال با جذب سریع سایر درختان رقابت کنند. این ریشه‌ها همچنین به جذب و ذخیره آب کمک می‌کنند، سطح را برای تبادل گاز افزایش می‌دهند و تولید مواد غذایی بشتری می‌کنند. علاوه بر این، این ریشه‌ها با هدایت آب غنی از مواد مغذی که از تنه به چندین جریان کوچکتر هدایت می‌شود، فرسایش خاک را کاهش داده و جذب مواد مغذی را به حداکثر می‌رسانند و همچنین به عنوان مانعی برای جریان زمین عمل می‌کنند. همچنین، سطح وسیعی که این ریشه‌ها ایجاد می‌کنند، از درختان جنگل‌های بارانی که معمولاً تا ارتفاعات قابل توجهی رشد می‌کنند، پشتیبانی و ثبات ایجاد می‌کند. این ثبات بیشتر به این درختان اجازه می‌دهد تا در برابر طوفان‌های شدید مقاومت کنند و از این رو افتادن درختان کمتر می‌شود.

### جانشینی جنگل
جانشینی فرآیندی اکولوژیکی است که پس از ایجاد اختلال اولیه در جامعه، ساختار جامعه زیست شناختی را با گذشت زمان به سمت ساختار جامعه ای با ثبات تر و متنوع تغییر می‌دهد. آشفتگی اولیه غالباً یک پدیده طبیعی یا یک واقعه انسانی است. اغتشاشات طبیعی شامل طوفان، فوران آتشفشان، حرکات رودخانه یا افتادن درختان که شکاف‌هایی را در جنگل ایجاد می‌کند. در جنگل‌های بارانی حاره‌ای، همین آشفتگی‌های طبیعی به خوبی در پرونده‌های فسیلی ثبت شده‌است و به عنوان گونه زایی و بومی گرایی شناخته می‌شوند. شیوه‌های استفاده از زمین توسط انسانها منجر به جنگل زدایی در مقیاس بزرگ شده‌است. در بسیاری از کشورهای حاره‌ای مانند کاستاریکا این جنگلها رها شده و جنگل‌ها با جانشینی اکولوژیکی اجازه تجدید حیات را دارند. به این جنگل‌های جانشین جوان احیا، جنگل‌های ثانویه گفته می‌شود.

## تنوع زیستی و گونه زایی
جنگل‌های بارانی حاره‌ای تنوع گسترده‌ای در گونه‌های گیاهی و جانوری از خود نشان می‌دهند. ریشه این تنع گونه ای چشمگیر، سالها پرسش دانشمندان و بوم شناسان بوده‌است. تعدادی نظریه در مورد چرایی و چگونگی تنوع مناطق حاره‌ای مطرح شده‌است.

### نظریهٔ رقابت بین گونه ای
رقابت بین گونه ای ناشی از تراکم زیاد گونه‌هایی با جایگاه‌های مشابه در مناطق حاره‌ای و منابع غذایی محدود است. گونه‌هایی که در رقابت می‌بازند ممکن است منقرض شوند یا محل زندگی جدیدی پیدا کنند. رقابت مستقیم غالباً منجر به تسلط یک گونه بر دیگر گونه‌ها می‌شود که در نهایت باعث نابودی آن گونه می‌شود. جداسازی زیستگاه گزینه دیگری برای یک گونه است. این جداسازی و سهمیه بندی منابع غذایی با استفاده از زیستگاه‌های مختلف، منابع غذایی، پوشش یا تفاوتهای کلی رفتاری است. گونه ای با مواد غذایی مشابه اما زمان تغذیهٔ متفاوت، نمونه ای از تقسیم جایگاه است.

### نظریهٔ Pliestocene refugia
نظریهٔ Pleistocene refugia توسط یورگن هافر در سال ۱۹۶۹ همراه با مقالهٔ خود دربارهٔ انواع گونه‌های پرنده‌های آمازونی انتشار یافت. هافر توضیح داد که گونه زایی محصول تکه‌تکه شدن جنگل‌های بارانی است که توسط گیاهان غیر جنگلی در طی آخرین دوره یخبندان جدا شده‌است. وی این تکه‌های مناطق جنگل‌های بارانی را پناهگاه خواند و در این تکه‌ها گونه آلوپاتریک رخ داد. با پایان دوره یخبندان و افزایش رطوبت جو، جنگل‌های بارانی شروع به گسترش و اتصال مجدد پناهگاه‌ها کردند. این نظریه موضوع بحث بوده‌است. دانشمندان هنوز در مورد درست بودن یا نبودن این نظریه تردید دارند. شواهد ژنتیکی نشان می‌دهد که برخی از گونه‌ها ۱–۲ میلیون سال پیش، قبل از پلیستوسن رخ داده‌است.

جانداران جنگل های بارانی حاره ای : شیر طلایی تاماریت _ تنبل_ماکائو_قورباغه های دارتی سمی 

## ابعاد انسانی

### مسکن
جنگلهای بارانی استوایی برای هزاران سال در زندگی بشر نقش داشته‌است، بسیاری از قبایل هندی در آمریکای جنوبی و مرکزی، که متعلق به مردم بومی قاره آمریکا است ساکن بوده‌اند، همچنین پیگمی‌های کنگو در آفریقای مرکزی و چندین قبیله در جنوب شرقی آسیا هستند، مانند مردم دایاکی و مردم پنان در بورنئو. منابع غذایی در داخل جنگل به دلیل تنوع بیولوژیکی بالا بسیار پراکنده شده‌اند و آنچه به عنوان مواد غذایی وجود دارد تا حد زیادی به سایبان محدود شده و برای به دست آوردن آن به انرژی قابل توجهی نیاز است. برخی از گروه‌های جمع‌آوری کنندگان شکارچی جنگل‌های بارانی به صورت فصلی بوده اما در درجه اول در مجاور ساوانا و محیط‌های جنگل باز که مواد غذایی بسیار فراوانی دارند زندگی می‌کنند. افراد دیگری که به عنوان ساکنان جنگل‌های بارانی توصیف می‌شوند، شکارچیانی هستند که در قسمت عمده ای با محصولات جنگلی با ارزش مانند پوست، پر و عسل با افراد کشاورزی که در خارج از جنگل زندگی می‌کنند تجارت می‌کنند.

### مردم بومی
افراد بومی متنوعی در جنگل‌های بارانی به عنوان شکارچی زندگی می‌کنند یا به عنوان کشاورزان مقیاس کوچک و نیمه وقت که با تجارت محصولات جنگلی با ارزش از جمله پوست، پر و عسل با افراد کشاورزی که در خارج از جنگل زندگی می‌کنند، نیازات زندگی خود را تأمین می‌کنند. مردم ده‌ها هزار سال در جنگلهای بارانی ساکن بوده‌اند و چنان گریزان از مردم دیگر مانده‌اند که اخیراً کشف شده‌اند.. در ۱۸ ژانویه ۲۰۰۷، FUNAI گزارش کرد که وجود ۶۷ قبیله مختلف بدون تماس با مردم دیگر در برزیل را تأیید کرد. با این اضافه کردن، برزیل اکنون جزیره گینه نو را به عنوان کشوری که بیشترین تعداد قبایل بدون تماس را دارد پشت سر گذاشته‌است. تخمین زده می‌شود استان ایرین جایا یا پاپوآ غربی در جزیره گینه نو محل زندگی ۴۴ گروه قبیله ای بدون تماس با سایرین هستند.
مردهای پیگمی گروه‌های شکارچی و جمع‌کننده ای هستند که در جنگل‌های بارانی استوایی زندگی می‌کنند و مشخصه آنها قد کوتاه آنهاست (به‌طور متوسط زیر یک و نیم متر یا ۵۹ اینچ). در میان این گروه مردم افه، آکا، توا، باکا و امبوتی در آفریقای مرکزی هستند. با این حال، اصطلاح پیگمی انزجاری تلقی می‌شود، بنابراین بسیاری از قبایل ترجیح می‌دهند که به این ترتیب برچسب گذاری نشوند.
برخی از افراد مشهور بومی قاره آمریکا، یا آمریندی‌ها، شامل هوآوران، یاونومامی و کایاپو از مردم آمازون هستند. سیستم کشاورزی سنتی که توسط قبایل در آمازون انجام می‌شود، مبتنی بر کشت پنهانی است (همچنین به عنوان کشت بریده بریده شناخته می‌شود) و یک رویداد نسبتاً خوب محسوب می‌شود. در واقع، هنگام مشاهده سطح توطئه‌های منحصر به فرد، تعدادی از روش‌های سنتی کشاورزی مفید تلقی می‌شود. به عنوان مثال، استفاده از درختان سایه دار و شاخ و برگ همگی به حفظ مواد آلی خاک کمک می‌کند، که عامل مهمی در حفظ حاصلخیزی خاک در خاکهای غیرحاصلخیز در آمازون است.
در آسیا تنوع جنگلی وجود دارد، از جمله مردمان لوماد فیلیپین و مردم پنان و دایاک بورنئو یک گروه جالب توجه هستند زیرا آنها به دلیل فرهنگ سنتی شکار سر شناخته می‌شوند. سرهای تازهٔ انسان برای انجام برخی از تشریفات مانند «کنیالانگ» ایبان و «مامات» کنیا مورد نیاز است.